# Астрагал длинноножковый
Астрага́л длинноно́жковый, или Астрага́л большено́г, или Астрага́л длинноно́гий (лат. Astragalus macropus) — многолетнее травянистое растение; вид рода Астрагал (Astragalus) семейства Бобовые (Fabaceae).

## Ботаническое описание
Корневищный полукустарничек 12—30 см высотой, с ветвистым подземным стволиком. Стебли укороченные, разветвленные, бело- и прижато-пушистые. Листья с 5—6 парами ланцетно-линейных или линейно-продолговатых, тупых листочков, с обеих сторон или только снизу рассеянно-волосистых. Соцветия — рыхлые кисти (в бутонах сжатые), короткие, редкоцветные. Чашечка трубчатая, почти шерстисто-волосистая, с линейно-шиловидными зубцами. Венчик пурпурно-, сине- или беловато-фиолетовый. Флаг 20—23 мм. Бобы сидячие, бело-пушистые, продолговатые, с шиловидным косым носиком, почти двугнёздные, лишь на верхушке одногнёздные. Близким видом является астрагал бледнеющий, отличающийся беловатой или желтоватой окраской венчика.
Цветёт в мае-июне. Плодоносит в июне-июле. Всхожесть семян затруднена непроницаемостью покровов («твердосемянностью»). Произрастает в степных сообществах на пологих склонах с чернозёмными почвами, изредка встречается на слабозадернованных меловых склонах балок. В пределах ареала отмечается также в степях на глинистых, песчаных и щебнистых почвах, по окраинам бугристых песков, остепенённым лугам.

## Распространение и местообитание
В европейской части России встречается в Астраханской, Самарской, Оренбургской, Пензенской, Саратовской, Волгоградской и Воронежской областях, в Республике Татарстан, на Южном Урале и в Западной Сибири. За пределами России — на Украине, в Казахстане.

## Охранный статус

### В России
В России вид входит в многие Красные книги субъектов Российской Федерации: Воронежская, Курганская, Омская, Самарская, Ульяновская области.

### На Украине
Решением Луганского областного совета № 32/21 от 03.12.2009 г. входит в «Список регионально редких растений Луганской области».